# Вальділеча
Вальділеча (ісп. Valdilecha) — муніципалітет в Іспанії, у складі автономної спільноти Мадрид. Населення — 2828 осіб (2010).
Муніципалітет розташований на відстані близько 37 км на південний схід від Мадрида.

## Демографія
Динаміка населення (INE ):